# 中華民国における同性結婚
中華民国（台湾）における同性結婚は、2019年5月24日に合法化され、中華民国はアジアで初めて同性結婚を合法化した国になった。
関連の社会運動は、1980年代後半に祁家威が同性結婚法の請願と抗議を提案したときに始まった。当時、結婚規範の法的源泉は中華民国の「大陸法」であり、同性結婚やシビルユニオンの法的地位を保障するものではなかった。
中華民国での同性結婚を合法化するために、同性愛者グループは2012年から「多世帯法案」を積極的に推進し、現在の「民法」について司法裁判所による憲法解釈を提出している。
同性結婚反対派は同性結婚の合法化について、現在の結婚の概念を変えて関連する権利と利益を保護するために民法改正を行うことに反対し、別の法律で対処できると主張した。
同性結婚を支持する大陸法科大学院は、別法の制定は差別政策であり、権利と利益の保護も無視されがちであり、それは立法上の問題を増大させるだけであると信じている。

## 概要
2017年5月24日、司法院は司法院釈字第748号を発表し、現在の民法が結婚の自由を保障していないのは違憲であり、立法院に関連法の改正または制定を要求すると発表した。
2018年11月24日、国民投票により第10および第12法案が可決された。これにより、同性結婚は民法改正ではなく、特別法の制定によって実施されることとなった。司法院は、この特別法も依然として憲法に違反してはならず、司法院の解釈に違反してはならないと発表した。
2019年2月20日、中華民国の行政院は、憲法解釈事件と国民投票の結果に基づいて同性結婚を確保するための法案「司法院釈字第748号解釈施行法」を発表し、21日に立法院の一読会で可決された。
2019年5月17日、司法院釈字第748号解釈施行法が三読会を通過し、同年5月22日に蔡英文総統によって公布され、同年5月24日に発効した。 中華民国はアジアで初めて、世界で27番目に同性結婚が合法化された国となった。
一方で2021年までは、同性婚が認められるのは、台湾籍同士のカップル、もしくは同性婚が法的に認められている国（当時は26カ国）の外国籍とのカップルに限られており、それ以外の外国籍と台湾籍カップルが婚姻届を提出しても、戸政事務所は受理を拒否していた。そのため、法施行直後から同性婚未承認国のカップルから婚姻成立を求める裁判が提起されており、裁判所が婚姻届を受理するよう戸政事務所に命令する判決が相次いでいた。
そのため、内政部は2022年までに、大陸地区人民以外の全ての外国籍と台湾籍カップルの婚姻届を受理するよう関係機関に通知した。

## 沿革
- 陳水扁（民主進歩党）政権の2003年、総統府で人権基本法に基づき、同性結婚を承諾する法律制定が提案された[10][11]。しかし閣僚の間で反対され、それ以来、法律制定が引き延ばされていた。
- 2006年、立法委員である蕭美琴が初めて立法院に同性婚法案を提出したが、法案通過は叶わなかった[12]。
- 2012年8月11日 - 同国初となる同性（女性カップル）による仏式結婚式が、北部の桃園市で執り行われた[13]。
- 2015年 - 台北市、高雄市、台中市同性パートナー登録、制定。
- 2016年 - 台南市、桃園市、新北市、嘉義市、彰化県、宜蘭県、新竹県、嘉義県同性パートナー登録、制定。
- 2017年5月24日 - 司法院が大法官会議で「同性結婚を認めないのは憲法が規定する婚姻の自由や平等権に違反する」という判断を示し、立法院に2年以内に民法を改正するよう求めた[14]。アジアで初めて同性婚の合憲性が認められることになった[14]。
- 2018年11月24日 - 同性婚・ジェンダーフリー教育などに関する5つの提案を含む国民投票実施。その結果、民法の改正により同性婚を保障する案が多数否決され、民法における「婚姻」の定義（一夫一妻の結合）を維持する案及び追加法案による同性婚を実現させる案が多数可決[15][16]。
- 2019年2月21日 - 専門法案「司法院釈字第748号解釈施行法」が行政院（＝内閣）で可決[17]。
- 2019年5月17日 - 専門法案「司法院釈字第748号解釈施行法」が立法院（＝国会）で可決[18]。法的に同性婚が認められるのはアジアでは初であり[19]、世界で27番目である。
- 2019年5月24日 - 同法第27条により、「司法院釈字第748号解釈施行法」施行[20]。